# Nederlands kampioenschap shorttrack 2005
Het Nederlands Kampioenschap Shorttrack 2005 werd op 26 en 27 februari gehouden in Zoetermeer.
Titelverdedigers waren Cees Juffermans en Liesbeth Mau-Asam. Beiden prolongeerden hun titel.
|                    | 1                 | 2                  | 3                     |
| ------------------ | ----------------- | ------------------ | --------------------- |
| Heren              | Cees Juffermans   | Robbert Kees Boer  | Niels Kerstholt       |
| Dames              | Liesbeth Mau-Asam | Annita van Doorn   | Maureen de Lange      |
| Jongens Junioren B | Jorrit Oosten     | Freek van der Wart | Mike Westerman        |
| Meisjes Junioren B | Marleen Pot       | Lisanne Huisman    | Lisette Brilman       |
| Jongens Junioren C | Sjinkie Knegt     | Koen Hakkenberg    | Jan Ebele van der Ree |
| Meisjes Junioren C | Jorien ter Mors   | Yara van Kerkhof   | Nicoline Brilman      |
| Aflossing Heren    | Gewest Overijssel | YV Zoetermeer      | Gewest Zuid-Holland   |
| Aflossing Dames    | IHCL              | ST Groningen       | Gewest Zuid-Holland   |